# دانیل جی. سالیوان
دانیل جی. سالیوان (انگلیسی: Daniel G. Sullivan؛ زادهٔ همپدن، ماساچوست) یک فیلم‌نامه‌نویس اهل ایالات متحده آمریکا است.
وی مشترکاً با فردریک لباو، فیلم‌نامهٔ وقتی تو خواب بودی (۱۹۹۵ میلادی) را نوشت. این فیلم در حالی که توسط بسیاری از منتقدین تحسین شد هیچ‌گاه جایزه‌ای دریافت نکرد. سالیوان در حال حاضر هنوز هم فیلمنامه‌نویسی را دنبال می‌کند و با دو فرزند و همسرش پتی در یک شهر کوچک در ایالت ماساچوست زندگی می‌کند.